# Kanister

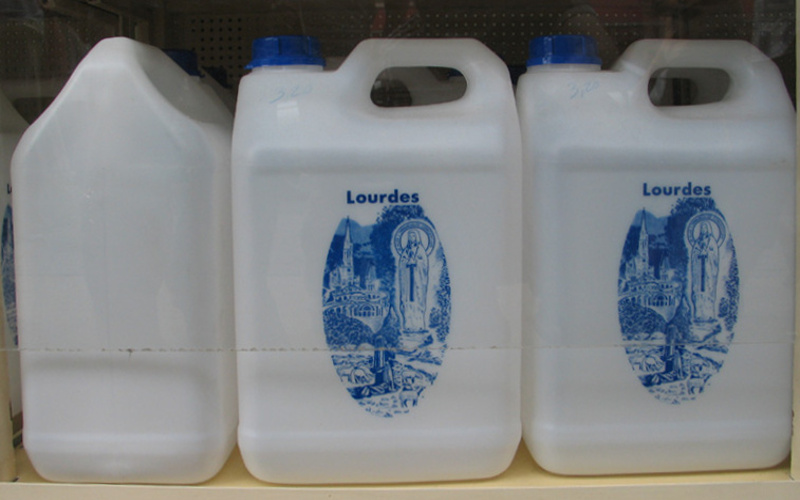
Wasserkanister für Quellwasser aus Lourdes, Frankreich

Ein Kanister (von lateinisch canistrum ‚(geflochtener) Korb‘, ‚umflochtener Behälter‘; abgeleitet von lat. canna ‚Schilf‘, ‚kleines, dünnes Rohr‘) ist ein dicht verschließbares Behältnis zur Aufbewahrung und zum Transport von Flüssigkeiten oder seltener auch von Schüttgütern (z. B. Strahlmittel).

## Form

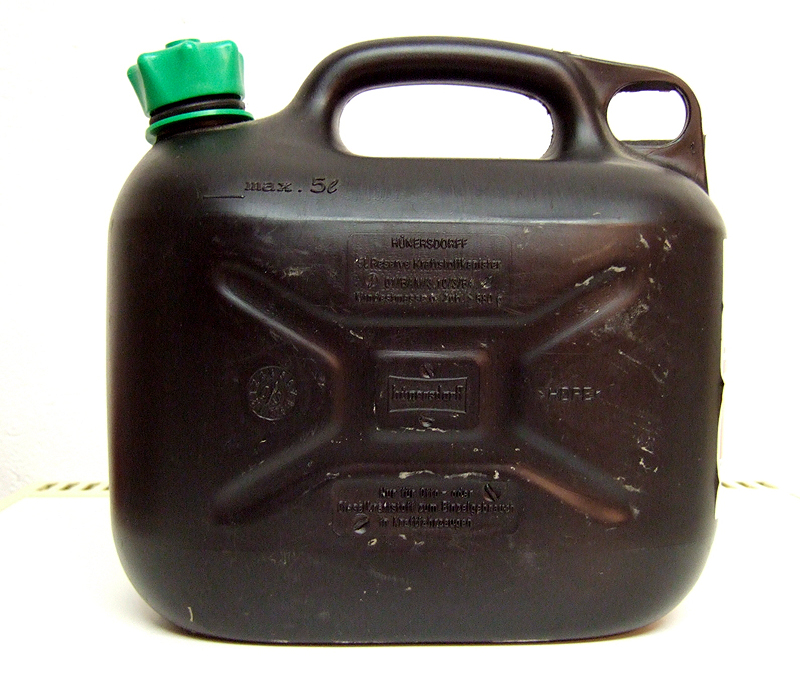
5-Liter-Kanister aus Kunststoff

Kanister sind auf möglichst praktische Aufbewahrung und Transport möglichst großer Mengen optimiert; daraus ergibt sich ein relativ einheitliches (üblicherweise quaderförmiges) Design mit Verschluss und Tragegriff. Durch die Quaderform lassen sie sich platzsparend stapeln. Die Stapelfähigkeit wird teilweise durch Noppen auf der Oberseite und passende Vertiefungen auf der Unterseite unterstützt. Bauartbedingt gibt es Stapelhöchstgrenzen.
Der für Kriegszwecke vorgesehene Kanister (s. u.) sollte auch gefüllt aus der Höhe eines Transportfahrzeuges fallen können, ohne Schaden zu nehmen, und war für den dauerhaften Einsatz robust konstruiert. Dafür waren stabilisierende Verstärkungssicken auf den Seitenflächen eingefügt und die Schweißnaht lief nicht entlang den Kanten, sondern vor Beschädigung geschützt in einer mittig umlaufenden Vertiefung.

## Material
Früher waren Kanister fast ausschließlich aus Metall gefertigt, heute bestehen sie meist aus Kunststoff. Sie weisen einen oder mehrere Verschlüsse und Tragegriffe auf. Je nach Art des zu lagernden Gutes müssen Kanister spezielle amtliche Zulassungen haben und gewisse Sicherheitsnormen erfüllen.
Nicht alle Kanister sind für jeden Inhalt geeignet: Benzinkanister bestehen, wenn aus Kunststoff, aus solchen, die wegen chemischer Reaktionen für Lebensmittel ungeeignet sind. Der Kunststoff von Lebensmittelkanistern wiederum kann durch scharfe Reinigungsmittel möglicherweise aufgelöst werden. Daher werden Kanister für bestimmte Anwendungsbereiche konzipiert und gefertigt. Kanister aus Metall werden i. d. R. auch innen tauchlackiert, um sie vor Korrosion zu schützen.

## Wehrmacht-Einheitskanister

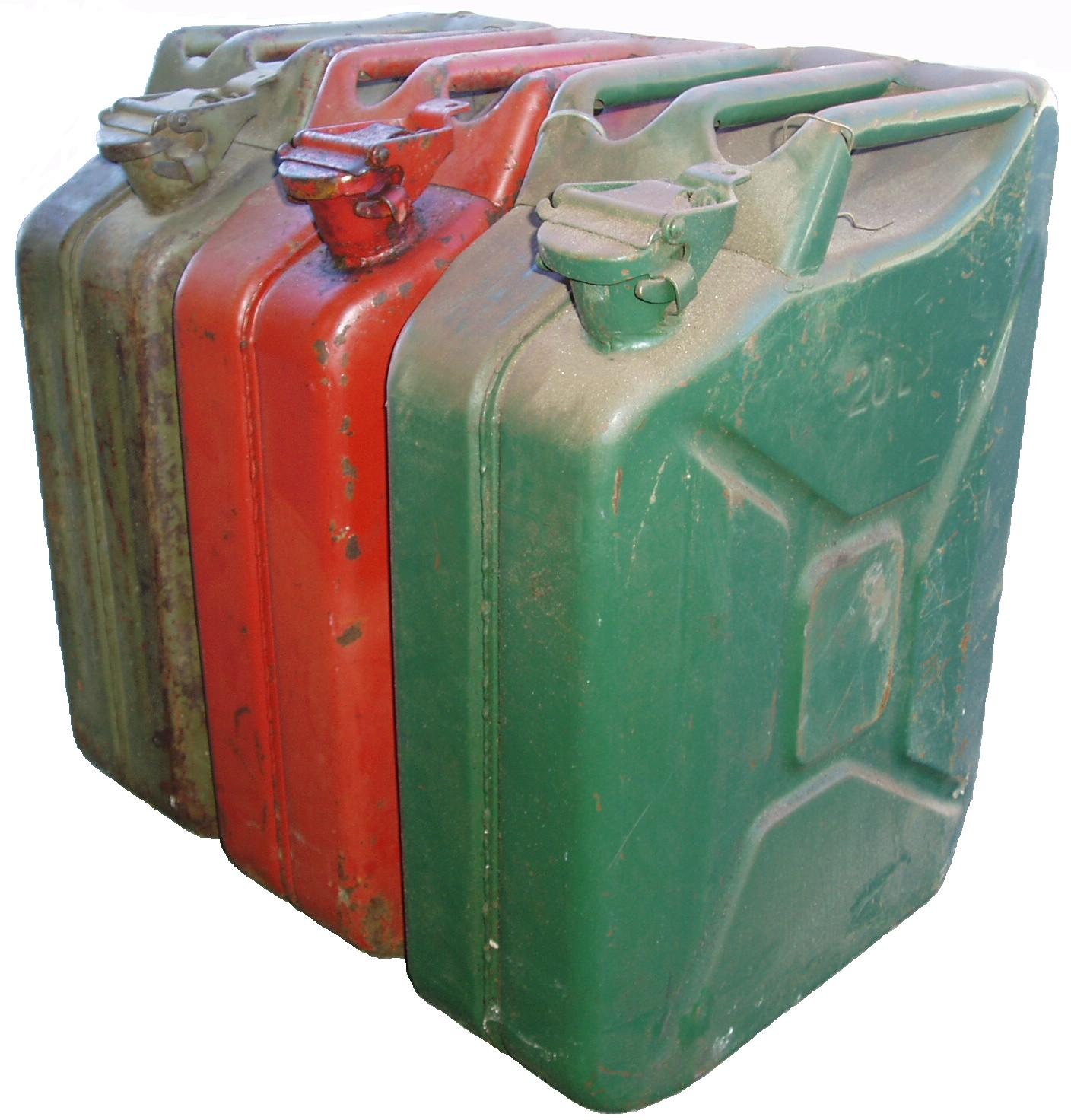
Farbige 20-l-Kanister aus Stahlblech mit Bügelverschluss

Ein für die deutsche Wehrmacht nach einer Ausschreibung 1936 von der Firma Schwelmer Eisenwerk Müller & Co. in Schwelm/Westfalen unter maßgeblicher Beteiligung von Oberingenieur Vinzenz Grünvogel entwickelter 20-Liter-Wehrmacht-Einheitskanister wurde von der Firma Ambi-Budd in Berlin-Johannisthal 1937 weiterentwickelt und von mehreren Herstellern in großen Stückzahlen gefertigt. Zur Herstellung standen große "Weinberg-Pressen" zur Verfügung, in denen die beiden Kanisterhälften vor dem Verschweißen tiefgezogen wurden. Auch von den Alliierten wurde er kopiert und als Massenprodukt hergestellt. Hieraus leitet sich die Bezeichnung Jerrycan im Englischen, Niederländischen und Norwegischen für diese klassischen Blechkanister ab, beruhend auf dem Ethnophaulismus Jerry zusammen mit Can für Kanister.
Der Einheitskanister aus den späten 1930er Jahren gab der überlieferten Kanisterform zahlreiche innovative Aspekte: Ein Griff mit drei Streben wurde konstruiert, der das Tragen des Kanisters sowohl durch einen einzelnen Soldaten (mittlere Strebe), als auch durch zwei Soldaten gemeinschaftlich gestattete (äußere Streben). Ebenso ließen sich damit vier leere Kanister gleichzeitig durch eine Person bewegen. Zugunsten schneller und sicherer Befüllung und Entleerung wurde die Kanisteröffnung mit Bügelverschluss und Belüftungsrohr zum schwallfreien Ausgießen versehen. Eine am Bügelverschluss angebrachte Bohrung bot die Möglichkeit zur Verriegelung per Sicherheitsstift.

## Kennzeichnung
In vielen Fällen verlangen Vorschriften eine entsprechende Kennzeichnung, beispielsweise
- die fest angebrachte Aufschrift „Nur für Lebensmittel“,
- entsprechende Etikettierung,
- eine im Umfeld verständliche farbliche Kennzeichnung, z. B. die Bundeswehr-Vorschrift, dass Trinkwasser ausschließlich und exklusiv in Kanistern aufbewahrt werden darf, die einen weißen Verschluss oder beidseitig ein weißes Andreaskreuz haben.

Gemäß der Bundeswehr-ZDv 42/10 muss zur Unterscheidung von Betriebsstoffen der mittlere Handgriff folgendermaßen eingefärbt sein:
| Benzin    | rot                             |
| Diesel    | blau                            |
| Gemisch   | gelb (Verhältnis mit angegeben) |
| Petroleum | grün                            |
| Heizöl    | gelb/schwarz gestreift          |

Gelbe oder rote Andreaskreuze auf dem Kanister kennzeichnen brennbare Flüssigkeiten.

## Anwendungsbereiche

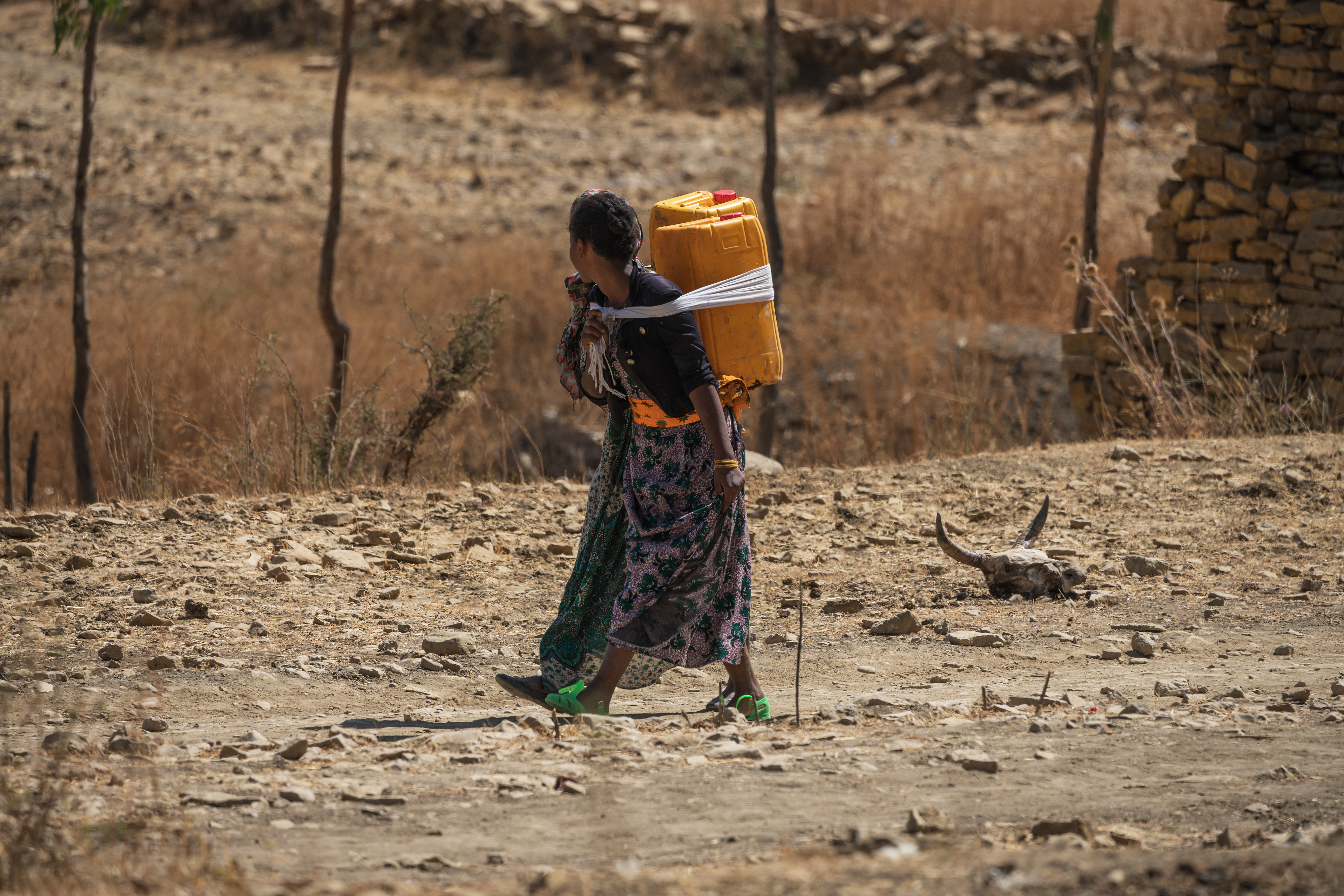
Zwei Mädchen tragen Wasserkanister in Mek’ele, Äthiopien

Es gibt folgende Anwendungsbereiche:
- Betriebsstoffe: Benzin, Diesel, Öl, Tenside (Reinigungsmittel), Laugen, Säuren, Alkohole, destilliertes Wasser, rieselfähiges Granulat
- Lebensmittel: Wasser, Wein, Öl, Saft